# Александр Де Брюйн
Александр Де Брюйн (фр. Alexandre De Bruyn, нар. 4 червня 1994) — бельгійський футболіст, півзахисник, нападник клубу «Гент».

## Клубна кар'єра
Народився 4 червня 1994 року. Вихованець футбольної школи клубу «Андерлехт».
У дорослому футболі дебютував 2016 року виступами за нижчолігову команду «Ломмел», в якій провів два сезони, взявши участь у 49 матчах чемпіонату. Більшість часу, проведеного у складі «Ломмела», був основним гравцем команди. У складі «Ломмела» був одним з головних бомбардирів команди, маючи середню результативність на рівні 0,41 гола за гру першості.
Своєю грою за цю команду привернув увагу представників тренерського штабу вищолігового клубу «Сент-Трюйден», до складу якого приєднався 2018 року. Дебютував у бельгійському топ-дивізіоні 28 липня 2018 року у грі проти «Серкль Брюгге» (0:0), в якій вийшов в основі, але на 60 хвилині був замінений на Жонатана Лежара. Всього відіграв за команду із Сінт-Трейдена два сезони своєї ігрової кар'єри, у другому був основним гравцем команди.
У травні 2020 року він підписав контракт на три сезони з «Гентом».

## Виступи за збірні
2010 року зіграв три матчі у складі юнацької збірної Бельгії (U-16), відзначившись одним забитим голом, а наступного року зіграв у одній грі за команду до 17 років.